# Agoliinus leopardus
Agoliinus leopardus är en skalbaggsart som beskrevs av Horn 1870. Agoliinus leopardus ingår i släktet Agoliinus och familjen Aphodiidae. Inga underarter finns listade i Catalogue of Life.